# Élections municipales japonaises de 2019
Les élections municipales japonaises de 2019 ont lieu les 7 et 21 avril 2019 au Japon.